# Йоргенсен, Кристин
Кристин Йоргенсен (англ. Christine Jorgensen, 30 мая 1926 — 3 мая 1989) — американская актриса, певица и транс-активистка. Считается первым широко известным в США человеком, который совершил трансгендерный переход в молодости.
Йоргенсен выросла в Бронксе. Окончив школу в 1945 году, она была призвана в армию США. После окончания службы она училась, работала, и вскоре прошла гендерно-аффирмативные процедуры. Во время поездки в Европу, будучи в Копенгагене, она получила разрешение на прохождение серии хирургических операций, которые начались в 1951 году.
После возвращения в США в начале 1950-х годов благодаря пройденной хирургической коррекции пола она попала на обложку New York Daily News. Вскоре она стала крайне популярной активисткой за права трансгендерных людей.

## Биография
Йоргенсен была вторым ребёнком плотника Джорджа Уильяма Йоргенсена и его жены Флоренс Дэвис Хансен. При рождении её звали Джордж Уильям Йоргенсен-младший, она выросла в квартале Бельмонт города Бронкса, и позднее описывала себя так: «хрупкий, светлый мальчик-интроверт, избегавший драк и физических игр».
В 1945 году Йоргенсен окончила школу имени Христофора Колумба и вскоре после этого в возрасте 19 лет была призвана в армию.
После возвращения из армии Йоргенсен всё больше испытывала недовольство «недостатком своего физического развития как мужчины». Однажды она услышала об гендернно-аффирмативной хирургии. Она начала принимать эстроген посредством употребления этинилэстрадиола, а также стала изучать хирургию, ей помогал отец её одноклассника доктор Джозеф Анджело. Йоргенсен намеревалась поехать в Швецию, которая считалась единственной страной в мире, где на тот момент существовали доктора, делающие операции по хирургической коррекции пола. Во время пересадки в Копенгагене, где Йоргенсен задержалась, чтобы навестить родных, она встретила эндокринолога Кристиана Гамбургера, являющегося специалистом в области реабилитационной гормональной терапии. Йоргенсен не стала ехать дальше, и под присмотром доктора Гамбургера начала процедуру гормональной терапии. В честь него Йоргенсен выбрала себе имя Кристин.
Йоргенсен получила от министра юстиции Дании разрешение на прохождение серии операций по реконструкции половых органов в Дании 24 сентября 1951 года.
В 1970 году режиссёр Ирвинг Рэппер снял фильм История Кристин Йоргенсен, созданный по мотивам автобиографии героини, и где заглавную роль (George Jorgensen Jr / Christine Jorgensen) исполнил Джон Хансен (англ. John Hansen).